# 변상태 (산업 디자이너)
변상태는 대한민국의 디자이너이자 대학교수이다. 현재 홍익대학교 미술대학 디자인학부의 교수이다. 홍익대학교 미술대학 산업디자인학과와 동대학 석사를 졸업하고 1991년부터 홍익대학교 산업디자인학과의 교수로 일하고 있다. '실질적 체험'과 '은유적 즐거움'을 바탕으로 미학적 모토로 삼고 다양한 디자인 작업을 해왔다. LG전자, 삼성전자, SK텔레콤 등과 함께 다양한 산업디자인 산학연계 프로젝트를 수행하였으며 특히 삼성중공업의 건설장비 고유디자인개발 프로젝트들을 주도하였었다.
최근에는 본인이 직접 디자인한 자택인 '세이재'(洗耳齋)를 아내와 함께 만들며 살고 이후 암으로 사망한 아내를 추억하는 책 "이런 집에 살고 싶다"를 저술하였다.

## 저서
- 이런 집에 살고 싶다-사랑이 있는 풍경, 변상태, 정음, 2006년, ISBN(13) : 9788990164476
- 디자인과 표정, 변상태, 형설출판사, 2000년, ISBN(13) : 9788947225656
- 테크니칼 드로잉, 변상태, 조형사, 1991년, ISBN : 5000150120